# 维罗纳市政宫
45°26′36″N 10°59′56″E / 45.44333°N 10.99889°E
维罗纳市政宫（Palazzo del Comune），又名法理宫（Palazzo della Ragione）是意大利维罗纳的一座历史建筑，位于百草广场和领主广场之间。

## 历史

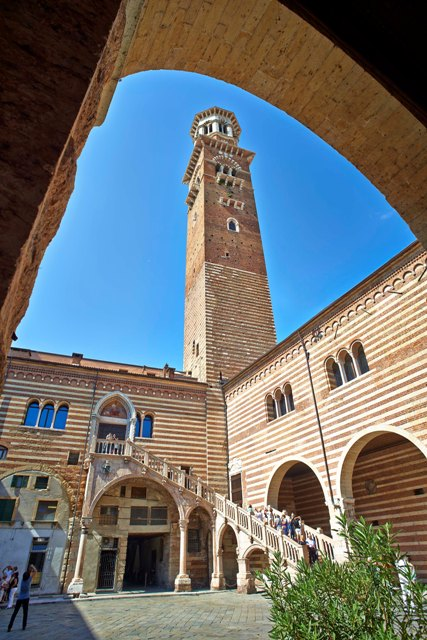
维罗纳市政宫

这座宫殿原是古罗马集市广场所在地。在威尼斯共和国时期，建筑物作为法庭、公证处和其他各种办公室使用。中央庭院西面设有高耸的朗贝尔蒂塔（Torre dei Lamberti）。 对建筑物的建造年份，有两个不同的说法，1138年和1193年。在1218年，建筑的一半烧毁，随后重建。

## 建筑

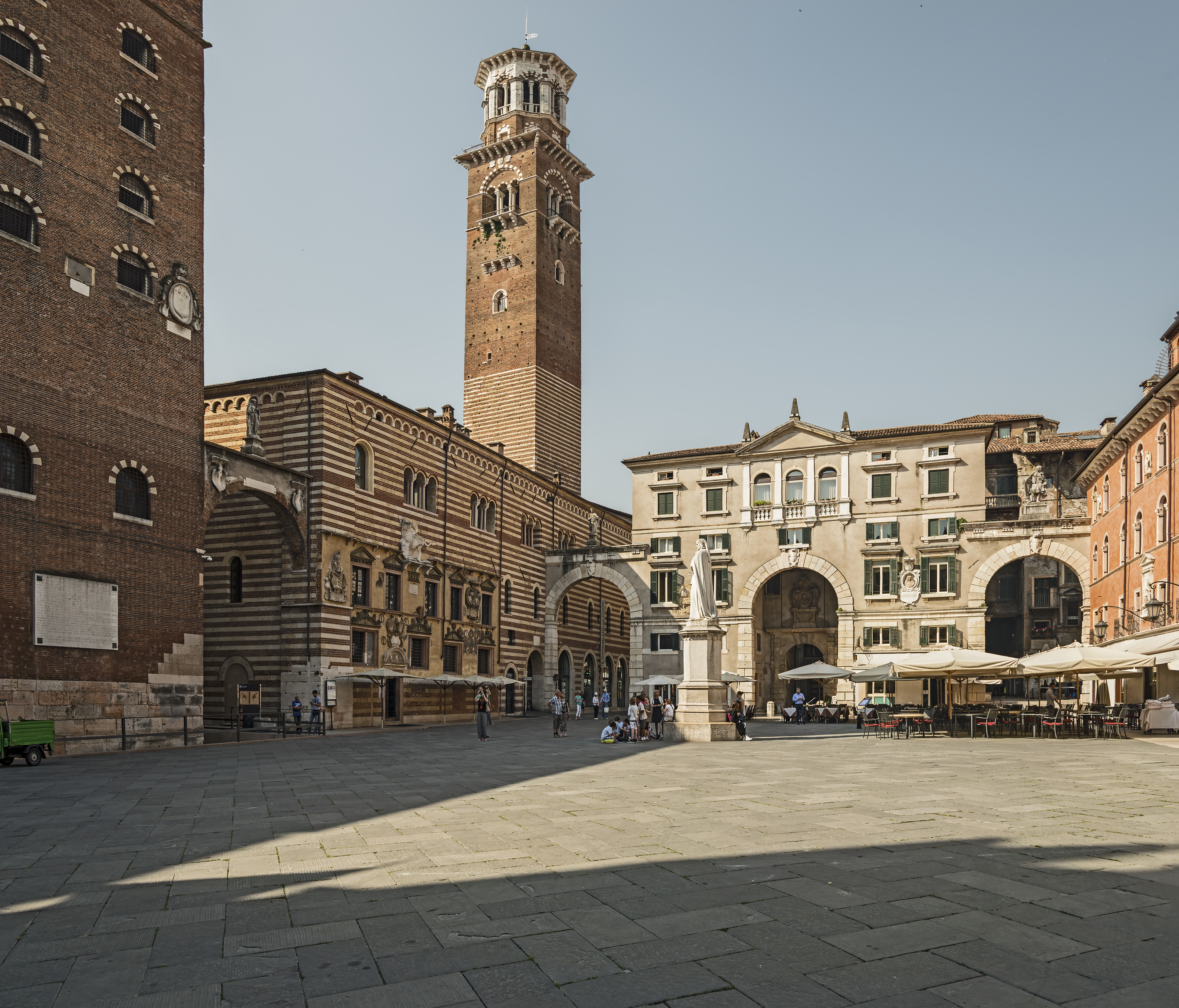

该建筑目前为三个楼层。支持拱廊的角塔（13世纪），和公证小堂（16世纪），是原始建筑少数保留下来的部分之一。在19世纪进行了修复，试图使建筑恢复原貌。 